# Anthony Steffen
Pour les articles homonymes, voir Steffen.
Anthony Steffen dit parfois Antonio de Teffè, de son vrai nom Antonio Luiz de Teffé von Hoonholtz, né le 21 juillet 1929 à Rome et mort le 4 juin 2004 à Rio de Janeiro est un acteur italien. Il est célèbre pour avoir tourné dans de nombreux westerns spaghetti et péplums.

## Biographie

### Jeunesse et débuts au cinéma
Il naît à l'Ambassade du Brésil à Rome, d'ascendance noble ; son père est le petit-fils d'Antonio Luis von Hoonholtz, baron de Tefé, un baron descendant d'une lignée d'aristocrates prussiens, dont le premier était parti s'établir comme militaire au Brésil après la bataille de Waterloo.
Le grand-père d'Anthony a quitté le Brésil pour s'installer à Rome lorsqu'il a été nommé ambassadeur du Brésil en Italie. Bien qu'il soit issu d'une famille riche, le petit Antonio grandit néanmoins dans la pauvreté. En effet, sa grand-mère, Nair de Tefé, artiste pourtant née riche et mariée à Hermes Rodrigues da Fonseca, président du Brésil, a totalement ruiné la famille en jouant toute sa fortune au poker.
Alors qu'il n'est qu'un adolescent, il s'engage aux côtés des partisans italiens et prend part aux derniers combats de la Seconde Guerre mondiale.
Il obtient ses premiers rôles au début des années 1950 dans des productions italiennes et joue en 1955 aux côtés de Jean-Pierre Mocky dans Les Égarés (Gli sbandati) de Francesco Maselli. Il adopte dès lors son pseudonyme d'Antonio de Teffè. Le rôle du capitaine dans Sodome et Gomorrhe de Robert Aldrich le fait accéder à la notoriété.

### Les westerns spaghetti
Il obtient le premier rôle dans un film de León Klimovsky en 1966, Quelques dollars pour Django. Il enchaîne les tournages de westerns spaghetti jusqu'en 1975, côtoyant les plus grands noms du western spaghetti (Franco Nero, Gianni Garko, Giuliano Gemma, Gian Maria Volonté) mais aussi les stars italiennes de l'époque : Sophia Loren, Claudia Cardinale ou Gina Lollobrigida.
En 1969, il signe le scénario et produit un film de Sergio Garrone, Django le Bâtard, dans lequel il interprète le rôle principal.
Surnommé le « Clint Eastwood italien », Anthony Steffen connait une grande période de célébrité dans toute l'Europe jusqu'aux années 1980 et mène une vie d'excès dans la jet set.

### Carrière post-western spaghetti
Comme beaucoup d'acteurs associés au genre du western spaghetti, sa célébrité s'amenuisa à mesure que le genre déclina. À l'instar de Tomás Milián ou Franco Nero, il se reconvertit essentiellement dans le giallo ou les néo-polars italiens. Il met un terme à sa carrière en 1989.
Retourné vivre au Brésil dans les années 1990, il meurt en 2004 à Rio de Janeiro à l'âge de 74 ans des suites d'un cancer.

## Filmographie
- 1953 : Une fille formidable (Ci troviamo in galleria) de Mauro Bolognini
- 1955 : Les Égarés (Gli sbandati) de Francesco Maselli : Carlo
- 1956 : Le Château des amants maudits (Beatrice Cenci) de Riccardo Freda : Giacomo Cenci
- 1956 : Les Dix-Huit Ans (Le diciottenni) de Mario Mattoli : Andrea La Rovere
- 1957 : La trovatella di Pompei (it) de Giacomo Gentilomo : Giorgio Della Torre
- 1958 : Ville de nuit (Città di notte) de Leopoldo Trieste : Alberto Fubini
- 1958 : L'Esclave d'Orient (Afrodite, dea dell'amore) de Mario Bonnard : Demetrios
- 1959 : Le Cavalier à l'armure d'or (I cavalieri del diavolo) de Siro Marcellini : Henri de Valency
- 1959 : Les Mordus du juke-box (I ragazzi del juke-box) de Lucio Fulci : Paolo Macelloni
- 1960 : Cavalcata selvaggia de Piero Pierotti
- 1960 : Le Tank du huit septembre (Il carro armato dell'8 settembre) de Gianni Puccini
- 1961 : Solitudine (it) de Renato Polselli : Paolo
- 1961 : Aux mains des SS (it) (Ultimatum alla vita) de Renato Polselli : Lieutenant Krüger
- 1962 : Sodome et Gomorrhe (Sodoma e Gomorra) de Robert Aldrich : le capitaine
- 1962 : L'Aventurier magnifique (La cieca di Sorrento) de Nick Nostro : Dr George Welby
- 1962 : Avventura al motel de Renato Polselli : Maurizio
- 1964 : Les Invincibles Frères Maciste (Gli invincibili fratelli Maciste) de Roberto Mauri : Prince Akim
- 1965 : Le Dernier des Mohicans (Der letzte Mohikaner) de Harald Reinl : Œil-de-Faucon
- 1965 : Deux Lurons sur la barricade (I figli del leopardo) de Sergio Corbucci : Lieutenant Garibaldino
- 1965 : Un cercueil pour le shérif ('Una bara per lo sceriffo) de Mario Caiano : Texas Joe
- 1965 : Les Amants latins (Gli amanti latini) de Mario Costa
- 1965 : Creuse ta fosse, j'aurai ta peau (Perché uccidi ancora) de José Antonio de la Loma et Edoardo Mulargia : Steve McDougall
- 1966 : Un ange pour Satan (Un angelo per Satana) de Camillo Mastrocinque : Roberto Merigi
- 1966 : Les Colts de la violence (Mille dollari sul nero) d'Alberto Cardone : Johnny Liston
- 1966 : Quelques dollars pour Django (Pochi dollari per Django) de León Klimovsky et Enzo G. Castellari : Django
- 1966 : Gringo joue sur le rouge (7 dollari sul rosso) d'Alberto Cardone : Johnny Ashley
- 1967 : La Vengeance de Ringo (Ringo, il volto della vendetta) de Mario Caiano : Ringo
- 1967 : Gentleman Killer de Giorgio Stegani : Gentleman Jo Reeves / Shamango
- 1967 : Killer Kid de Leopoldo Savona : Capitaine Morrison
- 1968 : Deux Pistolets pour un lâche (Il pistolero segnato da Dio) de Giorgio Ferroni : Gary McGuire
- 1968 : Les Pistoleros du Nevada (¿Quién grita venganza?) de Rafael Romero Marchent : Fred Danton
- 1968 : Un train pour Durango (Un treno per Durango) de Mario Caiano : Gringo
- 1968 : Le Pistolero de Paso Bravo (Uno straniero a Paso Bravo) de Salvatore Rosso (de) : Gary Hamilton
- 1968 : Son nom crie vengeance (Il suo nome gridava vendetta) de Mario Caiano : Davy Flanagan
- 1969 : La Corde au cou (Una lunga fila di croci) de Sergio Garrone : Johnny Brandon
- 1969 : Garringo de Rafael Romero Marchent : Lieutenant Garringo
- 1969 : Django le Bâtard (Django il bastardo) de Sergio Garrone : Django
- 1970 : Shango, la pistola infallibile, d’Edoardo Mulargia : Shango
- 1970 : Arizona se déchaîne (Arizona si scatenò... e li fece fuori tutti) de Sergio Martino : Arizona Colt
- 1970 : Arriva Sabata... (Reza por tu alma... y muere) de Tulio Demicheli : Sabata
- 1970 : Un homme nommé Apocalypse Joe (Un uomo chiamato Apocalisse Joe) de Leopoldo Savona : Joe Clifford
- 1971 : Abattez Django le premier (Uccidi Django... uccidi per primo!!!) de Sergio Garrone
- 1971 : L'Appel de la chair (La notte che Evelyn uscì dalla tomba) d'Emilio Miraglia : Lord Alan Cunningham
- 1972 : Viva Django (W Django!) d'Edoardo Mulargia : Django
- 1972 : Les Sept Châles de soie jaune (Sette scialli di seta gialla) de Sergio Pastore : Peter Oliver
- 1972 : Il n'y a plus de saints au Texas (La caza del oro) de Juan Bosch Palau
- 1972 : Tropique du Cancer (Al tropico del cancro) de Gian Paolo Lomi et Edoardo Mulargia : docteur Williams
- 1972 : La padrina de Giuseppe Vari : Nico Barresi
- 1974 : Uno, dos, tres... dispara otra vez (it) de Tulio Demicheli : Shoshena
- 1974 : La Jeune Fille assassinée de Roger Vadim : Georges Viguier
- 1974 : Siete chacales de José Luis Madrid
- 1974 : Los mil ojos del asesino (it) de Juan Bosch Palau : Commissaire Michael Lawrence
- 1974 : Les tueurs sont nos invités (Gli assassini sono nostri ospiti) de Vincenzo Rigo (it) : Dr Guido Malerva
- 1975 : Dallas (it) (Il mio nome è Scopone e faccio sempre cappotto)  de Juan Bosch Palau
- 1975 : Malocchio de Mario Siciliano : Commissaire Ranieri
- 1976 : Malicieuse à seize ans (it) (Sedicianni) de Tiziano Longo : Sergio
- 1977 : La encadenada de Manuel Mur Oti : Richard
- 1977 : L'Autre Côté de la violence de Marino Girolami : Dr Alessi
- 1978 : Play Motel (it) de Mario Gariazzo : De Sanctis
- 1978 : L'Invasion des piranhas (Killer Fish - L'agguato sul fondo) d'Antonio Margheriti : Max
- 1979 : Zoo zéro d'Alain Fleischer : Evariste, le commissaire
- 1980 : Les Évadées du camp d'amour (Femmine infernali) d'Edoardo Mulargia : Dr Farrell
- 1980 : Hôtel du Paradis (it) (Orinoco prigioniere del sesso) d'Edoardo Mulargia : Juan Laredo
- 1982 : Mulheres liberadas d'Adnor Pitanga
- 1983 : Momentos de prazer e agonia d'Adnor Pitanga : Rodolfo
- 1992 : Malù e l'amante de Pasquale Fanetti : Frans